# Конрад II (Италия)
Вижте пояснителната страница за други личности с името Конрад II.
Конрад II (на немски: Konrad; на италиански: Corrado di Lorena; 12 февруари 1074, манастир Херсфелд, Хесен; † 27 юли 1101, Флоренция) е римско-немски крал от 1087 до 1098 и крал на Италия от 1093 до 1098 г. Освен това той е от 1076 до 1087 г. херцог на Долна Лотарингия и маркграф на Торино.

## Биография
Той е син на императора на Свещената Римска империя Хайнрих IV и Берта Савойска. Брат е на Хайнрих V (8 януари 1086 – 23 май 1125), император на Свещената Римска империя.
Конрад е признат, когато е на две години, за наследник на неговия баща и присъства в отиването на баща му в Каноса през 1076 до 1077 г. През 1076 г. той става херцог на Долна Лотарингия и е оставен при архиепископ Теобалд от Милано и оттогава живее в Италия.
Коронясан е за крал на 30 май 1087 г. в Аахен. През 1095 г. е оженен за Констанца от Сицилия (1082 – 1138), дъщеря на граф Рожер I от Сицилия. През 1098 г. Хайнрих IV обявява Конрад за свален и определя по-малкия си син Хайнрих V за свой наследник.
Конрад умира 27-годишен във Флоренция, където е погребан в катедралата „Санта Репарата“.